# Ушевка
Ушевка, на некоторых картах Ушивка (укр. Ушівка), — село в Новгород-Северском районе Черниговской области Украины. Население — 93 человека. Занимает площадь 0,46 км².
Почтовый индекс: 16082. Телефонный код: +380 4658.

## Власть
Орган местного самоуправления — Объединёнский сельский совет. Почтовый адрес: 16082, Черниговская обл., Новгород-Северский р-н, с. Объединённое, ул. Ленина, 51.